# Cyrtandra filisecta
Cyrtandra filisecta är en tvåhjärtbladig växtart som beskrevs av Brian Laurence Burtt. Cyrtandra filisecta ingår i släktet Cyrtandra och familjen Gesneriaceae. Inga underarter finns listade i Catalogue of Life.